# Gigant de gheață
Gigant de gheață este un gigant gazos compus în principal din substanțe mai grele ca hidrogenul și heliul, precum oxigen, carbon, azot și sulf. În sistemul solar sunt 2 giganți de gheață, Uranus și Neptun. 20% din masa lor o constituie hidrogenul și heliul, în timp ce la giganții gazoși Jupiter și Saturn acest procentaj este mai mare de 90%. 
În 1990, s-a ajuns la concluzia că Uranus și Neptun sunt o clasă distinctă de giganți gazoși. Ei au devenit cunoscuți ca giganți de gheață deoarece componentele lor principale sunt ghețurile.